# 산청 단성현 호적장부
산청 단성현 호적장부(山淸 丹城縣 戶籍帳簿)는 대한민국 경상남도 산청군 단성면 강누리, 단성향교에 있는 조선시대의 호적장부이다.
1976년 4월 15일 경상남도의 유형문화재 제139호 단성현 호적장부으로 지정되었다가, 2018년 12월 20일 현재의 명칭으로 변경되었다.

## 개요
숙종 4년(1678)부터 정조 13년(1789)까지의 경남 산청군 단성현 주민의 호적대장 13책으로, 단성현아에 비치되었던 것이다.
조선시대에는 3년에 한 번씩 면, 리 단위로 호적대장을 작성하였는데, 2부를 더 작성하여 1부는 감영에, 1부는 호조에 각각 보냈다. 호적대장에는 가구의 소재지, 호주와 호주처, 신분, 성명, 연령, 본관, 사조(四祖:아버지, 할아버지, 증조할아버지, 고조할아버지) 그리고 소유노비 등이 기록되어 있다.
이 호적대장은 단성현 전체의 주민들의 상황을 한눈에 파악할 수 있어 당시 단성현의 사회상을 파악하는데 매우 귀중한 자료이다.

## 같이 보기
- 단성향교

## 참고 자료
- 단성현 호적장부 - 국가유산청 국가유산포털